# Siete veces mujer
Siete veces mujer —cuyos títulos originales son en italiano Sette volte donna, en inglés Woman Times Seven y en francés Sept fois femme— es una película dirigida por Vittorio De Sica y coproducida en Estados Unidos, Francia e Italia, estrenada en 1967. La película está dividida en siete episodios, todos protagonizados por Shirley MacLaine, muchos de los cuales tratan sobre el adulterio.
La versión en español de la película fue estrenada en Madrid el 18 de septiembre de 1972.

## Trama

### Paulette
Paulette es una viuda que camina en el cortejo fúnebre de su difunto esposo, mientras, su médico familiar (Peter Sellers) le hace varias proposiciones.

### María Teresa
María sorprende a su marido (Rossano Brazzi) mientras estaba acostado con su mejor amiga, por lo que se promete vengarse de él con el primer hombre que encuentre.

### Linda
Un escocés (Clinton Greyn) y un italiano (Vittorio Gassman) son invitados a  la lectura de una obra de T. S. Eliot por una traductora desnuda. Linda tiene una foto de su amante (Marlon Brando) en la mesa.

### Edith
Edith es ignorada por su marido (Lex Barker), quién es un escritor obsesionado con su obra, Simone, una esposa abandonada, haciendo que ella crea que es en realidad Simone. Su marido invita a un psiquiatra (Robert Morley) para que la examine.

### Eva
Eva, una reina de belleza, se horroriza cuando descubre que su enemiga, Mme Lisari (Adrienne Corri) fue fotografiada por su marido (Patrick Wymark), en lo que él le había prometido que sería una creación exclusiva para ella.

### Marie
Dos amantes, sintiéndose rechazados por el mundo, deciden suicidarse en una pequeña habitación vestidos para la boda que nunca tendrán. Pero Fred (Alan Arkin), duda de tomar una píldora para matarse, no quiere saltar por la ventana para no arruinar su esmoquin y duda de que Marie pueda matarlo con la pistola de su padre.

### Jeanne
Dos amigas, Jeanne y Claudie (Anita Ekberg) se reúnen para comer en una tarde de invierno. Ellas se dan cuenta de que un hombre (Michael Caine) las anda siguiendo, por lo que Claudie decide que se vayan por caminos separados, para ver a cual de las dos sigue. El hombre decide seguir a Jeanne.

## Producción
La película fue la primera de tres producidas por Joseph E. Levine, Arthur Cohn y Vittorio De Sica en conjunto. Como Levine y De Sica tuvieron un éxito gracias a las películas de matrimonio italiano, Levine le propuso a De Sica el realizar alguna película similar. El colaborador de De Sica, Cesare Zavattini, ideó algunos bocetos que posteriormente se convertirían en la película. La primera opción para el filme era Natalie Wood.
La película fue rodada en la ciudad de París, el vestuario fue diseñado por Pierre Cardin. Durante la película Vittorio De Sica tiene un cameo en el primer episodio, y Louis Alexandre Raimon en el quinto.

## Elenco
| Personaje                                          | Actor original   | Doblaje en español        |
| -------------------------------------------------- | ---------------- | ------------------------- |
| Paulette María Teresa Linda Edith Eva Marie Jeanne | Shirley MacLaine | Rosa Guiñón               |
| Jean                                               | Peter Sellers    | Felipe Peña               |
| Giorgio                                            | Rossano Brazzi   | Manuel Cano               |
| Cenci                                              | Vittorio Gassman | Rogelio Hernández         |
| Rik                                                | Lex Barker       | José Luis Sansalvador     |
| Doctor Xavier                                      | Robert Morley    | José María Angelat        |
| Fred                                               | Alan Arkin       | Ricardo Solans            |
| Claudia                                            | Anita Ekberg     | Roser Caballé             |
| Víctor                                             | Philippe Noiret  | Antonio Fernández Sánchez |
| Annette                                            | Elspeth March    | Elvira Jofre              |
| Marianne                                           | Jessie Robins    | Elvira Jofre              |
| Henri                                              | Patrick Wimark   | José María Alarcón        |
| Madame Lisiere                                     | Adrienne Corri   | Teresa Cunillé            |
| MacCormack                                         | Clinton Greyn    | Miguel Ángel Valdivieso   |
| Nossereau                                          | Roger Lumont     | Joan Borrás               |

## Estrenos internacionales
| País                | Estreno                  | Título                         |
| ------------------- | ------------------------ | ------------------------------ |
| Estados Unidos      | 27 de junio de 1967      | Woman times seven              |
| Alemania Occidental | 29 de septiembre de 1967 | Siebenmal lockt das Weib       |
| Francia             | 10 de octubre de 1967    | Sept fois femme                |
| Dinamarca           | 11 de octubre de 1967    | 7 x kvinde                     |
| Finlandia           | 13 de octubre de 1967    | Naisen 7 houkutusta Riemukaaos |
| Italia              | enero de 1968            | Sette volte donna              |
| Suecia              | 18 de enero de 1968      | Amor skjuter skarpt            |
| Japón               | 29 de mayo de 1968       |                                |
| Turquía             | octubre de 1968          | Erkeklere dayanamam            |
| España              | 18 de septiembre de 1972 | Siete veces mujer              |
| Alemania Oriental   | 26 de diciembre de 1984  | Siebenmal lockt das Weib       |
| Austria             |                          | Siebenmal lockt das Weib       |
| Brasil              |                          | Sete Vezes Mulher              |
| Grecia              |                          | 7 fores gynaika                |
| Hungría             |                          | A nő hétszer                   |
| Polonia             |                          | Siedem razy kobieta            |
| Portugal            |                          | Sete Vezes Mulher              |